# Cratere Wuraka
Wuraka è un cratere sulla superficie di Rea.